# Chrysso picturata
Chrysso picturata är en spindelart som först beskrevs av Simon 1895.  Chrysso picturata ingår i släktet Chrysso och familjen klotspindlar. Inga underarter finns listade i Catalogue of Life.